# Pinkpop 1997
Pinkpop 1997 werd gehouden op 17 t/m 19 mei 1997 in Landgraaf. Het was de 28e editie van het Nederlands muziekfestival Pinkpop en de tiende in Landgraaf. Er waren circa 49.000 toeschouwers. 
Presentatie: Jan Douwe Kroeske

## Optredens

### Zaterdag
- Cooler Than Jesus
- Johan
- Death in Vegas
- The Roots
- DJ DAB
- Republica
- Marilyn Manson
- KoЯn
- DJ John

### Zondag
- Beth Orton
- DJ L-Dopa
- Lamb
- DJ Lady Aida
- Faithless
- DJ Hype
- System 7
- Limp Bizkit
- Placebo
- Descendents
- Rammstein
- Osdorp Posse
- The Orb

### Maandag
- Cake
- Skik
- Morphine
- Atari Teenage Riot
- Nada Surf
- Eels
- Supergrass
- Tracy Bonham
- Counting Crows
- dEUS
- Bush
- Fountains of Wayne
- Silverchair
- The Gathering
- Kula Shaker
- Osdorp Posse
- Live
- Beck